# Gravitacijsko valovanje
Gravitacíjsko valovánje je nihanje ukrivljenosti prostor-časa, ki se kot valovanje širi stran od izvora. Gravitacíjski valóvi prenašajo energijo v obliki gravitacíjskega sévanja s hitrostjo svetlobe. Gravitacijsko valovanje je prvič predlagal Oliver Heaviside leta 1893 in nato Henri Poincaré leta 1905 kot gravitacijski ekvivalent elektromagnetnega valovanja.
Kasneje leta 1916 je na osnovi svoje splošne teorije relativnosti obstoj gravitacijskega valovanja napovedal Albert Einstein kot širjenje prostorsko-časovnih valov. Newtonov splošni gravitacijski zakon, del klasične mehanike, ne zagotavlja njegovega obstoja, saj ta zakon temelji na predpostavki, da se fizikalne interakcije širijo v trenutku (z neskončno hitrostjo) – kar kaže na enega od načinov, kako metode Newtonove fizike ne morejo pojasnjevati pojave, povezane z relativnostjo.
Obstoj gravitacijskega valovanja je možna posledica Lorentzeve invariantnosti splošne teorije relativnosti, saj s sabo prinaša koncept omejene hitrosti širjenja fizikalnih interakcij.
Prvi posredni dokaz za obstoj gravitacijskega valovanja je prišel leta 1974 z opazovanim tirnim razpadom Hulse-Taylorjevega dvojnega sistema pulzarjev (PSR B1913+16). Ta se je ujemal z razpadom, ki ga predvideva splošna teorija relativnosti, ko se energija izgubi zaradi gravitacijskega sevanja. Leta 1993 sta Russell Alan Hulse in Joseph Hooton Taylor mlajši za to odkritje prejela Nobelovo nagrado za fiziko. Meritve so posredno pokazale, da je gravitacijsko valovanje več kot le matematična nepravilnost.
Prvo neposredno opazovanje gravitacijskega valovanja je bilo opravljeno leta 2015, ko sta detektorja gravitacijskega valovanja LIGO v Livingstonu v Louisiani in Hanfordu v Washingtonu sprejela signal, ki nastane ob zlitju dveh črnih lukenj. Nobelovo nagrado za fiziko leta 2017 so pozneje prejeli Rainer Weiss, Kip Stephen Thorne in Barry Clark Barish za njihovo vlogo pri neposrednem zaznavanju gravitacijskega valovanja. Po svetu delujejo različni detektorji gravitacijskega valovanja, nekaj pa je predlaganih.
V astronomiji gravitacijskega valovanja se opazovanja gravitacijskih valovanj uporabljajo za sklepanje podatkov o virih gravitacijskih valovanj. Viri zaznavnega gravitacijskega valovanja bi lahko bili dvojne zvezde, sestavljene iz belih pritlikavk, nevtronskih zvezd ali črnih lukenj, dogodki, kot so supernove, in nastanek zgodnjega Vesolja kmalu po prapoku.